# Wiederverlautbarung
Eine Wiederverlautbarung von Rechtsvorschriften erfolgt in Österreich auf Bundesebene nach Art. 49a B-VG (bzw. bis 1981 nach dem Wiederverlautbarungsgesetz) und es kann dadurch lediglich bestehendes Recht neu festgestellt, nicht aber inhaltlich verändert werden, sog. „Normidentität“ (siehe z. B. hierzu § 2 WVG). Entsprechende Vorschriften bestehen auf Landesebene in den jeweiligen Landesverfassungen.

## Zweck
Werden Rechtsquellen durch zahlreiche Novellierungen (z. B. das ASVG) unübersichtlich, kann in Österreich in einem vereinfachten Verfahren, ohne den langen Weg über die Gesetzgebung des Parlaments nehmen zu müssen, eine Rechtsnorm neu und von überflüssigen Altbeständen befreit sowie unter Einarbeitung aller Novellen verbindlich wieder herausgegeben (wiederverlautbart) werden. Darin unterscheidet sich die Wiederverlautbarung auch von der Kodifikation, welche in der Regel das normale gesetzgeberische Verfahren erfordert.

## Ermächtigung und Verfahren auf Bundesebene
In Art 49a B-VG ist geregelt, dass der Bundeskanzler gemeinsam mit dem zuständigen Bundesminister in einem vereinfachten Verfahren ermächtigt ist,
- Bundesgesetze und „einfache“ Bundesverfassungsgesetze[4] (jedoch nicht das Bundes-Verfassungsgesetz selbst), und
- im Bundesgesetzblatt kundgemachte Staatsverträge

in ihrer geltenden Fassung durch Kundmachung im Bundesgesetzblatt wiederzuverlautbaren (Art. 49a Abs. 1 B-VG).

## Inhalt der Kundmachung mit der Wiederverlautbarung
In der Kundmachung über die Wiederverlautbarung können nach Art 49a Abs. 2 B-VG:
1. überholte terminologische Wendungen richtiggestellt und veraltete Schreibweisen der neuen Schreibweise angepasst werden;
2. Bezugnahmen auf andere Rechtsvorschriften, die dem Stand der Gesetzgebung nicht mehr entsprechen, sowie sonstige Unstimmigkeiten richtiggestellt werden;
3. Bestimmungen, die durch spätere Rechtsvorschriften aufgehoben oder sonst gegenstandslos geworden sind, als nicht mehr geltend festgestellt werden;
4. Kurztitel und Buchstabenabkürzungen der Titel festgesetzt werden;
5. die Bezeichnungen der Artikel, Paragraphen, Absätze und dergleichen bei Ausfall oder Einbau einzelner Bestimmungen entsprechend geändert und hierbei auch Bezugnahmen darauf innerhalb des Textes der Rechtsvorschrift entsprechend richtiggestellt werden;
6. Übergangsbestimmungen sowie noch anzuwendende frühere Fassungen des Bundesgesetzes (Staatsvertrages) unter Angabe ihres Geltungsbereiches zusammengefasst werden.

## Rechtsfolge der Kundmachung
Die Kundmachung mit der Wiederverlautbarung bindet grundsätzlich alle Gerichte und Verwaltungsbehörden nach dem Tag der Kundmachung, sofern nicht etwas anderes ausdrücklich in der Kundmachung festgehalten ist. Kundmachungen von Wiederverlautbarungen haben keine rückwirkende Kraft.
Das bisherige Gesetz bleibt weiterhin im Rechtsbestand. Es handelt sich daher bei der Rechtswirkung durch die Kundmachung der Wiederverlautbarung eines Gesetzes nur um eine vorläufige Derogation.

### Prüfung der Verfassungsmäßigkeit der Kundmachung
Dem Verfassungsgerichtshof obliegt die Prüfung von Wiederverlautbarungen (Art. 139a B-VG), wobei die Vorschriften über die Verordnungsprüfung (Art. 139 B-VG) sinngemäß anzuwenden sind. Wird in einem Erkenntnis des Verfassungsgerichtshofes in weiterer Folge festgestellt, dass die kundgemachte Wiederverlautbarung des Bundes oder eines der Bundesländer nicht rechtmäßig war (Art 139a B-VG iVm Art 49a B-VG), so tritt die ursprüngliche Fassung des Gesetzes mit allen vorherigen Novellen wieder voll in Kraft. Bis zu diesem Erkenntnis und der darin festgehaltenen Rechtsfolgen (z. B. Aufhebung der Wiederverlautbarung zu einem bestimmten Zeitpunkt) jedoch bindet die Wiederverlautbarung alle Gerichte und Verwaltungsbehörden.
Eine nicht rechtmäßige Wiederverlautbarung liegt immer dann vor, wenn sie von den vom Nationalrat oder den Landtagen beschlossenen Gesetze inhaltlich abweichen.

### Problematik der Wiederverlautbarung
Da die gesamte Verwaltung und Gerichtsbarkeit bis zur Entscheidung des Verfassungsgerichtshofes an den wiederverlautbarten Text der Gesetze gebunden ist, könnte dies in Krisensituationen dazu führen, dass wesentliche Teile der österreichischen Rechtsordnung abgeändert werden und diese Änderungen bis zur Entscheidung des Verfassungsgerichtshofes, die durchschnittlich erst nach 143 Tagen ergeht, anzuwenden wären.